# Double Piège
Double Piège (Fool Me Once) est une mini-série policière britannique en huit épisodes créée par Danny Brocklehurst, produite par Quay Street Productions et mise en ligne le 1er janvier 2024 sur Netflix.
Il s'agit d'une adaptation du roman Double Piège (en) de l'auteur américain Harlan Coben, publié en 2016 aux États-Unis.

## Synopsis
Alors que Maya Burkett vient à peine d'enterrer son mari Joe Burkett, assassiné devant ses yeux, elle décide d'installer une caméra dissimulée afin de surveiller leur fille et sa nourrice Izabella. Quelle n'est pas sa surprise lorsqu'elle y voit apparaître... son mari. Débute alors, pour l'ancienne soldate, une quête de la vérité.

## Distribution
Sauf indication contraire, les informations mentionnées dans cette section peuvent être confirmées par la base de données cinématographiques Allociné,  présente dans la section « Liens externes ».
- Michelle Keegan (VF : Maïa Michaud) : Maya Burkett
- Dino Fetscher (en) (VF : Julien Allouf) : Marty McGreggor
- Richard Armitage : Joe Burkett
- Joanna Lumley (VF : Josiane Pinson) : Judith Burkett
- Adeel Akhtar (VF : Julien Sibre) : Sami Kierce
- Emmett J. Scanlan (en) (VF : Guillaume Lebon) : Shane Tessier
- Marcus Garvey (VF : Thomas Roditi) : Eddie Walker
- Danya Griver (VF : Estelle Darazi)[2] : Abby Walker
- Natalie Anderson (en) : Claire Walker
- Daniel Burt (VF : Tom Trouffier) : Daniel Walker
- Adelle Leonce (VF : Alice Taurand) : Eva Finn
- Joe Armstrong : Alexander Dosman
- Anthony Howell (en) : Christopher Swain
- Laurie Kynaston (VF : Gauthier Battoue)[2] : Corey Rudzinski
- Hattie Morahan : Caroline Burkett
- James Northcote (en) (VF : Benjamin Gasquet) : Neil Burkett
- Jade Anouka (en) (VF : Amélia Ewu) : Nicole Butler
- Craige Els (VF : Fabrice Lelyon) : Phil Dawson
- Natalia Kostrzewa (VF : Marion Gress) : Izabella Godek
- Natalie Amber (VF : Charlotte D'Ardalhon) : Katherine Donigan
- Sam Crerar (VF : Coumba Baradji) : H
- Edward Harper-Jones (VF : Arthur Raynal) : Andrew Burkett
- Clara Indrani (VF : Fily Keita) : Molly Sardana
- Karishma Navekar (VF : Charlotte D'Ardalhon) : Kitty Shum
- Thom Petty (VF : Nicolas Dangoise) : un homme chauve et barbu
- Frederick Szkoda (VF : Nicolas Pluyaud) : Luka Godek
- Charlie Cain (VF : Oscar Douieb)[2] : Louis
- Nicholas Farrell (VF : Guy Chapellier)[2] : Neville Lockwood
- Anna-Maria Everett (VF : Ariane Deviègue)[2] : Raisa Mora

 Source et légende : version française (VF) sur RS Doublage

## Production

### Tournage
Le tournage a commencé en février 2023 à Manchester et s'est terminé en août 2023. Quelques scènes ont été tournées en Espagne.

## Épisodes
Les épisodes, sans titre, sont numérotés de un à huit.